# Чемпіонат Європи з футболу 2020 (кваліфікаційний раунд, група G)
Жеребкування кваліфікаційного раунду Євро-2020 відбулося 2 грудня 2018 року в Дубліні. До групи G потрапили збірні Австрії, Ізраїлю, Латвії, Північної Македонії, Польщі і Словенії.

## Таблиця
| Поз | Команда            | І  | В | Н | П | ГЗ | ГП | РГ  | О  | Кваліфікація                       |     | Польща | Австрія | Північна Македонія | Словенія | Ізраїль | Латвія |
| --- | ------------------ | -- | - | - | - | -- | -- | --- | -- | ---------------------------------- | --- | ------ | ------- | ------------------ | -------- | ------- | ------ |
| 1   | Польща             | 10 | 8 | 1 | 1 | 18 | 5  | +13 | 25 | Кваліфікація до фінального турніру |     | —      | 0:0     | 2:0                | 3:2      | 4:0     | 2:0    |
| 2   | Австрія            | 10 | 6 | 1 | 3 | 19 | 9  | +10 | 19 | Кваліфікація до фінального турніру |     | 0:1    | —       | 2:1                | 1:0      | 3:1     | 6:0    |
| 3   | Північна Македонія | 10 | 4 | 2 | 4 | 12 | 13 | −1  | 14 |                                    |     | 0:1    | 1:4     | —                  | 2:1      | 1:0     | 3:1    |
| 4   | Словенія           | 10 | 4 | 2 | 4 | 16 | 11 | +5  | 14 |                                    | 2:0 | 0:1    | 1:1     | —                  | 3:2      | 1:0     |        |
| 5   | Ізраїль            | 10 | 3 | 2 | 5 | 16 | 18 | −2  | 11 |                                    | 1:2 | 4:2    | 1:1     | 1:1                | —        | 3:1     |        |
| 6   | Латвія             | 10 | 1 | 0 | 9 | 3  | 28 | −25 | 3  |                                    | 0:3 | 1:0    | 0:2     | 0:5                | 0:3      | —       |        |

1. 1 2  Очки в матчах між собою: Північна Македонія 4, Словенія 1.

## Матчі
Час вказано за CET/CEST, відповідно до правил УЄФА.
| 21 березня 2019 20:45 |

| Австрія | 0–1      | Польща      |
| ------- | -------- | ----------- |
|         | Протокол | Пйонтек 69' |

| Ернст-Гаппель-Штадіон, Відень Глядачів: 40,400 Арбітр: Анастасіос Сідіропулос |

| 21 березня 2019 20:45 |

| Північна Македонія           | 3–1      | Латвія               |
| ---------------------------- | -------- | -------------------- |
| Аліоскі 11' Елмас 29', 90+3' | Протокол | Велковський 87' (аг) |

| Філіпп II Македонський, Скоп'є Глядачів: 7,043 Арбітр: Халіс Озках'я |

| 21 березня 2019 20:45 (21:45 (UTC+2)) |

| Ізраїль    | 1–1      | Словенія   |
| ---------- | -------- | ---------- |
| Захаві 55' | Протокол | Шпорар 48' |

| Саммі Офер, Хайфа Глядачів: 12,430 Арбітр: Тьягу Мартінш |

| 24 березня 2019 18:00 (19:00 (UTC+2)) |

| Ізраїль                        | 4–2      | Австрія            |
| ------------------------------ | -------- | ------------------ |
| Захаві 34', 45', 55' Дабур 66' | Протокол | Арнаутович 8', 75' |

| Саммі Офер, Хайфа Глядачів: 16,180 Арбітр: Євген Арановський |

| 24 березня 2019 20:45 |

| Польща                     | 2–0      | Латвія |
| -------------------------- | -------- | ------ |
| Левандовський 76' Глік 84' | Протокол |        |

| Національний, Варшава Глядачів: 51,112 Арбітр: Аліяр Агаєв |

| 24 березня 2019 20:45 |

| Словенія | 1–1      | Північна Македонія |
| -------- | -------- | ------------------ |
| Зайц 34' | Протокол | Барді 47'          |

| Стожиці, Любляна Глядачів: 9,872 Арбітр: Хав'єр Естрада Фернандес |

| 7 червня 2019 20:45 |

| Австрія         | 1:0      | Словенія |
| --------------- | -------- | -------- |
| Бургшталлер 74' | Протокол |          |

| Вертерзее-Штадіон, Клагенфурт-ам-Вертерзе Арбітр: Олексій Кульбаков |

| 7 червня 2019 20:45 |

| Північна Македонія | 0:1      | Польща      |
| ------------------ | -------- | ----------- |
|                    | Протокол | Пйонтек 47' |

| Філіпп II Македонський, Скоп'є Арбітр: Джанлука Роккі |

| 7 червня 2019 20:45 (21:45 (UTC+3)) |

| Латвія | 0:3      | Ізраїль              |
| ------ | -------- | -------------------- |
|        | Протокол | Захаві 10', 60', 81' |

| Даугава стадіон, Рига Арбітр: Сергій Іванов |

| 10 червня 2019 20:45 |

| Північна Македонія   | 1:4      | Австрія                                            |
| -------------------- | -------- | -------------------------------------------------- |
| Гінтереггер 18' (аг) | Протокол | Лазаро 39' Арнаутовіч 62' (пен.) Бейтулай 62' (аг) |

| Філіпп II Македонський, Скоп'є Арбітр: Олексій Єськов |

| 10 червня 2019 20:45 (21:45 (UTC+3)) |

| Латвія | 0:5      | Словенія                                    |
| ------ | -------- | ------------------------------------------- |
|        | Протокол | Чрнигой 24', 27' Іличич 29' (пен.) Зайц 47' |

| Даугава стадіон, Рига Арбітр: Кевін Кленсі |

| 10 червня 2019 20:45 |

| Польща                                                           | 4:0      | Ізраїль |
| ---------------------------------------------------------------- | -------- | ------- |
| Пйонтек 35' Левандовський 56' (пен.) Гросицький 59' Кондзьор 84' | Протокол |         |

| Національний, Варшава Глядачів: 57,229 Арбітр: Тобіас Штілер |

| 5 вересня 2019 20:45 (21:45 (UTC+3)) |

| Ізраїль      | 1–1      | Північна Македонія |
| ------------ | -------- | ------------------ |
| - Захаві 55' | Протокол | - Адемі 64'        |

| Тото Тернер, Беер-Шева Глядачів: 15,200 Арбітр: Андреас Екберг |

| 6 вересня 2019 20:45 |

| Австрія                                                                                     | 6–0      | Латвія |
| ------------------------------------------------------------------------------------------- | -------- | ------ |
| - Арнаутович 7', 53' (пен.) - Забітцер 13' - Штейнборс 76' (аг) - Лаймер 80' - Грегорич 85' | Протокол |        |

| Ред Булл Арена, Вальс-Зіценгайм Глядачів: 16,300 Арбітр: Роберт Геннессі |

| 6 вересня 2019 20:45 |

| Словенія                  | 2–0      | Польща |
| ------------------------- | -------- | ------ |
| - Струна 35' - Шпорар 65' | Протокол |        |

| Стожиці, Любляна Глядачів: 15,231 Арбітр: Сергій Карасьов |

| 9 вересня 2019 20:45 |

| Латвія | 0–2      | Північна Македонія       |
| ------ | -------- | ------------------------ |
|        | Протокол | - Пандев 14' - Барді 17' |

| Даугава, Рига Глядачів: 2,724 Арбітр: Еспен Ескос |

| 9 вересня 2019 20:45 |

| Польща | 0–0      | Австрія |
| ------ | -------- | ------- |
|        | Протокол |         |

| Національний стадіон, Варшава Глядачів: 56,788 Арбітр: Віктор Кашшаї |

| 9 вересня 2019 20:45 (21:45 (UTC+3)) |

| Словенія                       | 3–2      | Ізраїль                  |
| ------------------------------ | -------- | ------------------------ |
| - Вербич 43', 90' - Безьяк 66' | Протокол | - Натхо 50' - Захаві 63' |

| Стожиці, Любляна Глядачів: 10,669 Арбітр: Ентоні Тейлор |

| 10 жовтня 2019 20:45 |

| Австрія                                       | 3–1      | Ізраїль      |
| --------------------------------------------- | -------- | ------------ |
| - Лазаро 41' - Гінтереггер 56' - Забітцер 88' | Протокол | - Захаві 34' |

| Ернст-Гаппель-Штадіон, Відень Глядачів: 26,200 Арбітр: Вільям Коллам |

| 10 жовтня 2019 20:45 |

| Північна Македонія | 2–1      | Словенія              |
| ------------------ | -------- | --------------------- |
| - Елмас 50', 68'   | Протокол | - Іличич 90+5' (пен.) |

| Філіпп II, Скоп'є Глядачів: 16,500 Арбітр: Данні Маккелі |

| 10 жовтня 2019 20:45 (21:45 (UTC+3)) |

| Латвія | 0–3      | Польща                       |
| ------ | -------- | ---------------------------- |
|        | Протокол | - Левандовський 9', 13', 76' |

| Даугава, Рига Глядачів: 7,107 Арбітр: Халіс Озках'я |

| 13 жовтня 2019 20:45 |

| Польща                         | 2–0      | Північна Македонія |
| ------------------------------ | -------- | ------------------ |
| - Франковський 74' - Мілік 80' | Протокол |                    |

| Національний стадіон, Варшава Глядачів: 52,894 Арбітр: Антоніо Матео Лаос |

| 13 жовтня 2019 20:45 |

| Словенія | 0–1      | Австрія   |
| -------- | -------- | --------- |
|          | Протокол | - Пош 21' |

| Стожиці, Любляна Глядачів: 15,108 Арбітр: Джюнейт Чакир |

| 15 жовтня 2019 20:45 (21:45 (UTC+3)) |

| Ізраїль                       | 3–1      | Латвія       |
| ----------------------------- | -------- | ------------ |
| - Дабур 16', 42' - Захаві 26' | Протокол | - Камешс 40' |

| Тото Тернер, Беер-Шева Глядачів: 9,150 Арбітр: Арнольд Гантер |

| 16 листопада 2019 18:00 |

| Словенія            | 1–0      | Латвія |
| ------------------- | -------- | ------ |
| - Тарасовс 53' (аг) | Протокол |        |

| Стожиці, Любляна Глядачів: 11,224 Арбітр: Раду Петреску |

| 16 листопада 2019 20:45 |

| Австрія                 | 2–1      | Північна Македонія   |
| ----------------------- | -------- | -------------------- |
| - Алаба 7' - Лайнер 48' | Протокол | - Стояновський 90+3' |

| Ернст-Гаппель-Штадіон, Відень Глядачів: 41,100 Арбітр: Майкл Олівер |

| 16 листопада 2019 20:45 (21:45 (UTC+2)) |

| Ізраїль     | 1–2      | Польща                       |
| ----------- | -------- | ---------------------------- |
| - Дабур 88' | Протокол | - Крихов'як 4' - Пйонтек 54' |

| Тедді, Єрусалим Глядачів: 16,700 Арбітр: Маттіас Гестраніус |

| 19 листопада 2019 20:45 (21:45 (UTC+2)) |

| Північна Македонія | 1–0      | Ізраїль |
| ------------------ | -------- | ------- |
| - Ніколов 45+2'    | Протокол |         |

| Філіпп II, Скоп'є Глядачів: 5,573 Арбітр: Паоло Валері |

| 19 листопада 2019 20:45 |

| Латвія    | 1–0      | Австрія |
| --------- | -------- | ------- |
| - Ошс 65' | Протокол |         |

| Даугава, Рига Глядачів: 2,781 Арбітр: Алехандро Ернандес Ернандес |

| 19 листопада 2019 20:45 |

| Польща                                                | 3–2      | Словенія                  |
| ----------------------------------------------------- | -------- | ------------------------- |
| - Шиманський 3' - Левандовський 54' - Гуральський 81' | Протокол | - Матавж 14' - Іличич 61' |

| Національний стадіон, Варшава Глядачів: 53,946 Арбітр: Даніель Зіберт |

## Бомбардири
11 голів
- Еран Захаві

6 голів
- Марко Арнаутович
- Роберт Левандовський

4 голи
- Моанес Дабур
- Кшиштоф Пйонтек
- Еліф Елмас
- Йосип Іличич

2 голи
- Марсель Забітцер
- Валентіно Лазаро
- Еніс Бардхі
- Беньямін Вербич
- Міха Зайц
- Домен Чрнигой
- Андраж Шпорар

1 гол
- Давід Алаба
- Гвідо Бургшталлер
- Мартін Гінтереггер
- Міхаель Грегорич
- Конрад Лаймер
- Штефан Лайнер
- Пош
- Бібрас Натхо
- Владімірс Камешс
- Марцис Ошс
- Аріян Адемі
- Езджан Аліоскі
- Бобан Ніколов
- Горан Пандев
- Влатко Стояновський
- Каміль Глік
- Каміль Гросицький
- Яцек Гуральський
- Даміан Кондзьор
- Гжегож Крихов'як
- Аркадіуш Мілік
- Пшемислав Франковський
- Себастьян Шиманський
- Роман Безьяк
- Тім Матавж
- Альяж Струна

1 автогол
- Мартін Гінтереггер (проти Північної Македонії)
- Ігорс Тарасовс (проти Словенії)
- Павелс Штейнборс (проти Австрії)
- Егзон Бейтулай (проти Австрії)
- Дарко Велковський (проти Латвії)

## Нотатки
1. ↑  CET (UTC+1) для матчів в березні і листопаді 2019, а CEST (UTC+2) для решти матчів.